# Gotō
Pour les articles homonymes, voir Goto.
Gotō (五島市, Gotō-shi) est une ville située dans la préfecture de Nagasaki, au Japon.

## Géographie

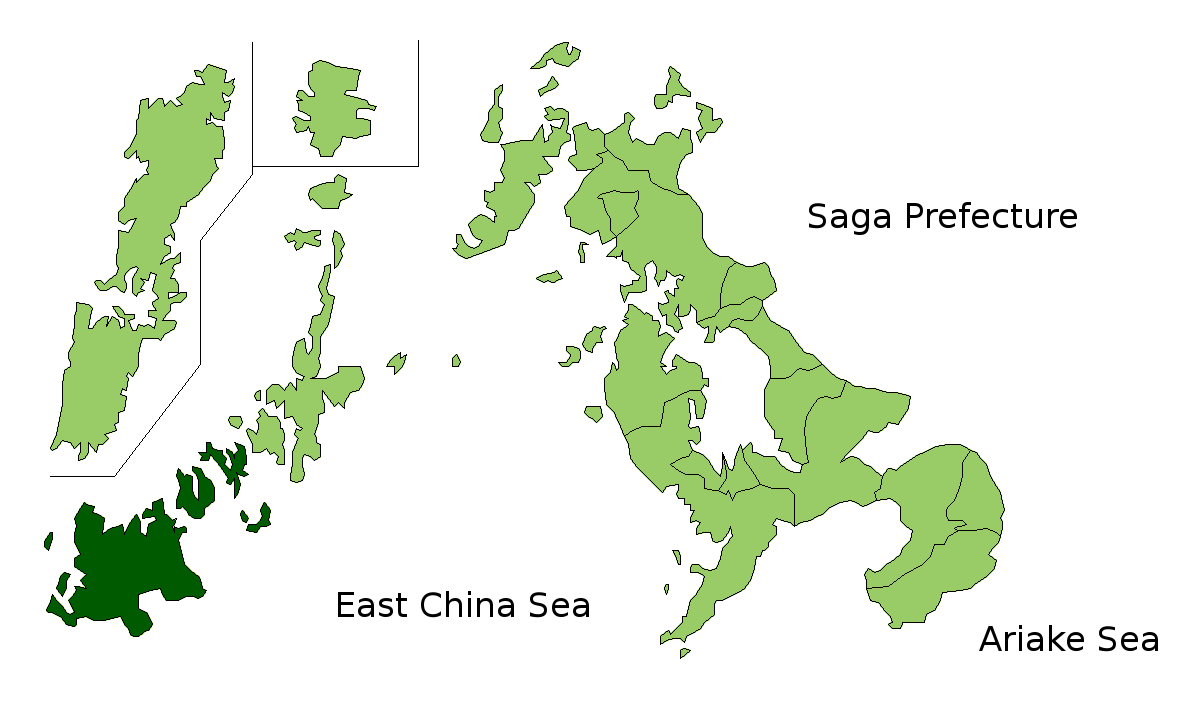
Localisation de Gotō dans la préfecture de Nagasaki.

### Situation
La ville de Gotō s'étend sur la moitié sud-ouest des îles Goto dans l'est de la mer de Chine orientale, au Japon. Les trois îles principales de la ville sont Fukue, Hisaka et Naru.

### Démographie
Au 1er février 2010, la population de Gotō était estimée à 40 739 habitants, répartis sur une superficie totale de 420,82 km2 (densité de population de 97 hab./km2).

## Histoire
La municipalité de Gotō a été établie le 1er août 2004, après la fusion de l'ancienne ville de Fukue avec les bourgs issus du district rural de Minamimatsuura de Tomie, Tamanoura, Miiraku, Kishiku, et Naru.

## Transport

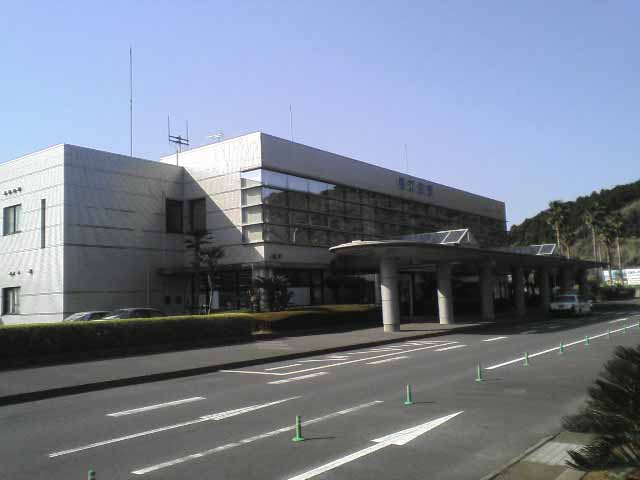
L'aéroport de Gotō-Fukue.

L'aéroport de Gotō-Fukue sur l'île de Fukue dessert l'agglomération. Il est exploité par la compagnie aérienne All Nippon Airways.